# Ritiro di Santa Valeria
Il ritiro di Santa Valeria e di San Luca era una istituzione religiosa milanese che aveva lo scopo di dare asilo alle ex prostitute pentite e senza mezzi di sostentamento denominate “convertite”.

## Storia
Il ritiro di Santa Valeria - situato nell'attuale omonima via - si trovava nelle immediate adiacenze della Basilica di Sant'Ambrogio e nei pressi del Convento di San Francesco Grande a Milano, soppresso nel 1798, ovvero Convento di San Vittore all'Olmo, sulla cui area sorge l'attuale Carcere di San Vittore.
Ebbe origine nel 1532 per iniziativa di un pio laico di nome Bruno Cremonesi che diede asilo ad alcune ex prostitute pentite in una casupola nei pressi della Chiesa di Santa Valeria da cui prese il nome l'istituzione. L'anno seguente, in seguito al riconoscimento ufficiale da parte del duca Francesco II Sforza, alcuni cittadini abbienti, preoccupati per la pubblica morale, acquistarono un apposito stabile nei pressi della chiesa di San Francesco, dove le "convertite" erano libere di starvi per un anno di noviziato prima di accettare la "regola".
Nata come iniziativa laica e secolare, si reggeva in parte con il lavoro stesso delle "convertite", ma soprattutto con le offerte e le donazioni spontanee dei cittadini e rimase sotto la giurisdizione del Senato di Milano fino al  1674 per passare a quella ecclesiastica ad opera del cardinale Alfonso Litta.
Il ritiro di Santa Valeria fu soppresso da Giuseppe II nel 1785. L'edificio che lo ospitava fu venduto al conte Alfonso Castiglioni e demolito nei primi anni del XIX secolo.

## Personaggi celebri

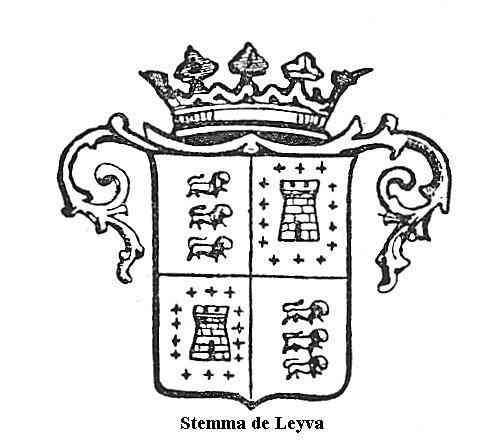
Stemma De Leyva

Vi fu rinchiusa, per ordine del cardinale Federico Borromeo, suor Virginia Maria de Leyva, al secolo Marianna de Leyva feudataria di Monza, nel 1608, venendo murata viva in una cella per ben 13 anni per espiare la condanna per i reati commessi.
Suor Virginia rimase nel ritiro anche dopo avere scontato la pena, e qui morì il 17 gennaio del 1650, a settantacinque anni d'età e nella più assoluta miseria, dimenticata da tutti, nonostante fosse bisnipote del potente Antonio de Leyva, comandante delle truppe imperiali di Carlo V in Italia, investito della contea di Monza dopo l'esito favorevole della Battaglia di Pavia (1525) in cui era stato fatto prigioniero il re Francesco I di Francia.